# 营城街站
营城街站，原名汉蔡路站，是一个位于中国天津市滨海新区汉沽营城街与东风路交口东侧、属天津轨道交通Z4线的地铁车站。

## 车站结构
车站为地面二层侧式车站，设有2个侧式站台。
| 地上二层 | 站厅               | 客服中心、自动售票机、验票机    |
|          | 出入口             | A、B出入口                      |
| 地面     | 侧式站台，右側開门 | 侧式站台，右側開门              |
| 地面     | 轨道（北）         | █ Z4线 终点站 (规划往新村街站） |
| 地面     | 轨道（南）         | █ Z4线往新城六（滨海总医院）    |
| 地面     | 侧式站台，右側開門 |                                 |